# Trương Đình Quang
Trương Đình Quang (2 tháng 8 năm 1930 – 22 tháng 12 năm 2021) là một nhạc sĩ người Việt Nam, được tặng Giải thưởng Nhà nước về Văn học Nghệ thuật năm 2012.

## Tiểu sử
Trương Đình Quang, còn có những bút danh như Phạm Lệ Vân, Phương Thảo, sinh ngày 2 tháng 8 năm 1930 tại Hội An, Quảng Nam. Ông tham gia hoạt động văn hóa văn nghệ quân đội tại vùng kháng chiến khu 5 cùng với Nguyên Ngọc, Phan Huỳnh Điểu,...
Giai đoạn 1949–1953, Trương Đình Quang tham gia viết báo và làm Tổ trưởng văn nghệ, báo chí Trung đoàn 84 Mtrang Long, Nam Tây Nguyên. Từ 1953, ông làm Thư ký chi đoàn Nhạc sĩ, thuộc Chi hội Văn nghệ kháng chiến Liên khu V. Giai đoạn 1956–1959, ông học lớp sáng tác tại Trường Âm nhạc Việt Nam, làm nhiệm vụ theo dõi mảng dân ca Nam Trung Bộ. Sau đó, ông về công tác tại Nhà xuất bản Âm nhạc, chuyên mảng sách lý luận, sáng tác. Năm 1969, ông làm Trưởng ban Nghiên cứu, sáng tác và đào tạo Đoàn Ca kịch bài chòi Liên khu V.
Ông nghỉ hưu tại Đà Nẵng. Những năm sau đó, ông vẫn viết phê bình âm nhạc và đăng tại các báo, tạp chí trung ương và địa phương. Ông là hội viên Hội Nhạc sĩ Việt Nam, hội viên Hội Văn nghệ dân gian Việt Nam.
Ông qua đời vào ngày 22 tháng 12 năm 2021 tại Đà Nẵng, thọ 91 tuổi.

## Sự nghiệp
Từ năm 1953, ở cương vị Thư ký chi đoàn Nhạc sĩ, thuộc Chi hội Văn nghệ kháng chiến Liên khu V, Trương Đình Quang bắt đầu viết khí nhạc, viết ca khúc về thanh thiếu niên, bộ đội Cụ Hồ, bà con dân tộc Tây Nguyên như Đàn chim trắng, Đi gây cơ sở, Tiến lên Lạc,...
Sau này ông chủ yếu tập trung hơn về mảng nghiên cứu âm nhạc dân gian, âm nhạc cổ truyền. Năm 1969, khi là Trưởng ban Nghiên cứu, sáng tác và đào tạo Đoàn Ca kịch bài chòi Liên khu V, ông biên soạn tập sách “Thuật ngữ âm nhạc đối chiếu” – là một tài liệu quý cho người sáng tác cũng như sử dụng nhạc cụ, trên nền nghiên cứu các hòa thanh, phức điệu trong ca nhạc, kịch hát bài chòi, hát bội,...
Trương Đình Quang còn là một người thầy của sinh viên các trường nghệ thuật về hò khoan, vè Quảng, bài chòi, của trống chiến trống chầu,... Ông là đồng tác giả âm nhạc sân khấu của các vở Tiếng sấm Tây Nguyên, Vượt Chư Lây, Quê hương dậy sóng,... từng gây tiếng vang trong nền sân khấu Việt Nam. Ông đã có công điền dã, sưu tầm, nghiên cứu, ghi chép văn hóa văn nghệ dân gian từ Quảng Nam vào đến Bình Định, Phú Yên, Khánh Hòa. Một số sách hoặc công trình nghiên cứu tiêu biểu của ông đã xuất bản: "Tìm hiểu giao hưởng và dàn nhạc giao hưởng, Dân ca miền Nam Trung Bộ, Thuật ngữ âm nhạc đối chiếu"; "Lịch sử kịch hát bài chòi"; "Men rượu hồng đào (Dân ca Quảng Nam)"; "Tuồng hát bộ Quảng Nam"; "Với bài hát và ca kịch quê hương"; "Hát Bả trạo, hò đưa linh (viết chung với Trương Duy Hy)"; "Tai nghe trống chiến trống chầu"; "Thầy hát bộ Quảng Nam, Ca nhạc bài chòi và Ca nhạc kịch hát bài chòi".
Trương Đình Quang giành được nhiều giải thưởng âm nhạc, văn nghệ dân gian của Hội Nhạc sĩ Việt Nam, Hội Văn nghệ dân gian Việt Nam, Hội Văn học Nghệ thuật Đà Nẵng, Hội Văn nghệ Dân gian Đà Nẵng. Ông còn đã được Nhà nước Việt Nam tặng thưởng Huân chương Lao động hạng Ba. 
Năm 2012, ông được tặng Giải thưởng Nhà nước về Văn học Nghệ thuật với cụm tác phẩm biên soạn, tư liệu, sưu tầm: Lịch sử kịch hát bài chòi; Men rượu hồng đào (Dân ca Quảng Nam); Tuồng hát bộ Quảng Nam; Với bài hát và ca kịch quê hương.

## Tác phẩm

### Ca khúc[1]
- Đàn chim trắng.
- Đi gây cơ sở.
- Tiến lên Lạc.

### Nhạc sân khấu[1]
- Tiếng sấm Tây Nguyên.
- Vượt Chư Lây.
- Quê hương dậy sóng.

### Sách, công trình nghiên cứu[1][3]
- Tìm hiểu giao hưởng và dàn nhạc giao hưởng (Nhà xuất bản Âm nhạc, 1962).
- Dân ca miền Nam Trung Bộ (tập 1, tập 2, viết chung cùng Xuân Diệu, Trần Việt Ngữ, Nhà xuất bản Văn hóa, 1962).
- Thuật ngữ âm nhạc đối chiếu.
- Lịch sử kịch hát bài chòi.
- Tuồng hát bộ Quảng Nam.
- Với bài hát và ca kịch quê hương.
- Hát Bả trạo, hò đưa linh (viết chung với Trương Duy Hy).
- Tai nghe trống chiến trống chầu.
- Men rượu hồng đào (Nhà xuất bản Đà Nẵng, 2007).
- Thầy hát bộ Quảng Nam (viết chung với Hoàng Châu Ký, Nhà xuất bản Đà Nẵng).
- Ca nhạc bài chòi và Ca nhạc kịch hát bài chòi (Nhà xuất bản Đà Nẵng).

## Giải thưởng[1]
- Giải A của Hội Nhạc sĩ Việt Nam (2003).
- Giải A của Hội Nhạc sĩ Việt Nam (2004).
- Giải B (không có giải A) của Hội Nhạc sĩ Việt Nam (2006).
- Giải B của Hội Văn nghệ dân gian Việt Nam (2006).
- Giải Nhất của Hội Nhạc sĩ Việt Nam (2009).
- Giải 3 của Hội Nhạc sĩ Việt Nam (2010).
- Giải B của Hội Nhạc sĩ Việt Nam (2011).
- Giải C của Hội Nhạc sĩ Việt Nam (2013).
- Giải B của Hội Nhạc sĩ Việt Nam (2015).
- Giải B của Hội Nhạc sĩ Việt Nam (2016).
- Giải B của Hội Nhạc sĩ Việt Nam (2017).
- Giải B của Hội Nhạc sĩ Việt Nam (2019).

## Khen thưởng
- Huân chương Lao động hạng Ba.

## Vinh danh
- Giải thưởng Nhà nước về Văn học Nghệ thuật (2012).